# Heinrich Dumoulin

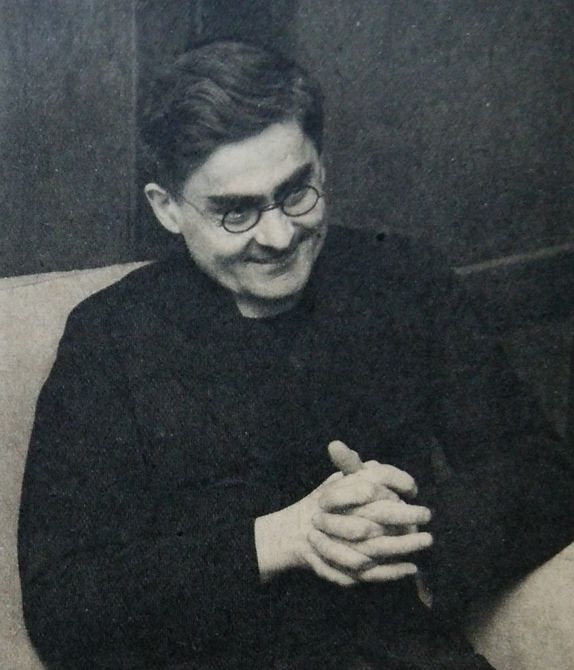
Heinrich Dumoulin

Heinrich Dumoulin, S.J. (31 de mayo de 1905 - 21 de julio de 1995) fue un teólogo católico de la Compañía de Jesús, un autor ampliamente publicado sobre Zen y profesor de  filosofía e historia en Universidad Sofía en Tokio, donde fue profesor emérito. Fue también el fundador de su Instituto de Religiones Orientales. como el primer Director del Instituto Nanzan de Religión y Cultura.

## Biografía y carrera
Dumoulin nació en el pueblo de Wevelinghoven, Renania, Alemania, Imperio alemán, hijo de un notario público. Estudió filosofía en Holanda y Francia, recibió su doctorado en 1929 y fue ordenado sacerdote jesuita en 1933. En 1935, fue enviado a Japón en misiones bajo la dirección del P. Hugo Enomiya-Lassalle, donde aprendió con fluidez la religión del sintoísmo y el budismo.
Dumoulin fue un estudioso del budismo zen y escribió varios libros sobre su historia, impulsado por primera vez por la budista estadounidense Ruth Fuller Sasaki. Su Budismo zen: una historia fue publicado en 1988, traducido del alemán original por James Heisig y Paul Knitter.
Murió en 1995 a la edad de 90 años, después de estar hospitalizado durante tres semanas, y fue enterrado en el St. Ignatius Church, Tokio.

## Legado
Según John Jorgensen Dumoulin fue "el principal exponente de la historia del budismo zen en Occidente". El número doble de 1985 del Japanese Journal of Religious Studies estaba dedicada a él y a su trabajo.